# Chief Yowlachie

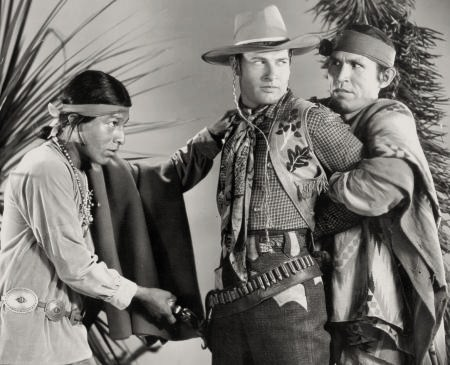
De g. à d. : Blue Cloud, Richard Arlen et
Chief Yowlachie, dans The Santa Fe Trail
(1930, photo promotionnelle)

Chief Yowlachie est un acteur américain, né Daniel Simmons le 15 août 1891 dans la réserve indienne de Yakama (État de Washington), mort le 7 mars 1966 à Los Angeles (Californie).

## Biographie
Membre de la tribu nord-amérindienne des Yakamas, Chief Yowlachie débute au cinéma dans le film d'aventures Kentucky Days (avec Dustin Farnum), sorti en 1923. Suivent douze autres films muets américains jusqu'en 1929, dont le drame La Lettre écarlate de Victor Sjöström (1926, avec Lillian Gish et Lars Hanson) et le western Sitting Bull at the Spirit Lake Massacre (en) de Robert N. Bradbury (1927, avec Bryant Washburn et Anne Schaefer), où il tient le rôle-titre.
Puis il contribue à soixante-et-onze films parlants, dont de nombreux westerns, comme La Rivière rouge d'Howard Hawks (1948, avec John Wayne et Montgomery Clift) ou Le Petit Train du Far West de Richard Sale (1950, avec Dan Dailey et Anne Baxter). Citons également le film musical Rose Marie de Mervyn LeRoy (1954, avec Ann Blyth et Howard Keel).
Son ultime film est le western Nevada Smith d'Henry Hathaway (avec Steve McQueen et Karl Malden), sorti le 10 juin 1966, à peine plus de trois mois après sa mort.
Pour la télévision, Chief Yowlachie collabore à quatorze séries, depuis The Lone Ranger (un épisode, 1949) jusqu'à Le Virginien (un épisode, 1964), en passant notamment par Rintintin (deux épisodes, 1956).

## Filmographie partielle

### Cinéma
- 1925 : Tonio, Son of the Sierras de Ben F. Wilson : Tonio
- 1926 : Moran of the Mounted d'Harry Joe Brown : Biting Wolf
- 1926 : War Paint de W. S. Van Dyke : Iron Eyes
- 1926 : La Lettre écarlate (The Scarlet Letter) de Victor Sjöström : L'indien avec Roger Prynne
- 1926 : Forlorn River (en) de John Waters : Modoc Joe
- 1926 : Si tu vois ma nièce (Ella Cinders) de Alfred E. Green : Un Indien
- 1927 : The Red Raiders d'Albert S. Rogell : Lone Wolf
- 1927 : Sitting Bull at the Spirit Lake Massacre (en) de Robert N. Bradbury : Sitting Bull
- 1927 : Hawk of the Hills de Spencer Gordon Bennet (serial) : Chief Long Hand
- 1928 : The Glorious Trail d'Harry Joe Brown et Albert S. Rogell : High Wolf
- 1930 : The Girl of the Golden West de John Francis Dillon : Billy Jackrabbit
- 1930 : The Santa Fe Trail d'Otto Brower et Edwin H. Knopf : Brown Beaver
- 1939 : Man of Conquest de George Nichols Jr. : Un cherokee
- 1940 : Flash Gordon à la conquête de l'univers (Flash Gordon Conquers the Universe) de Ford Beebe et Ray Taylor (serial) : Le roi du peuple de pierre
- 1940 : Les Tuniques écarlates (Northwest Mounted Police) de Cecil B. DeMille : Un Indien
- 1940 : Winners of the West (en) de Ford Beebe et Ray Taylor (serial) : Chief War Eagle
- 1941 : Révolte au large (This Woman is Mine) de Frank Lloyd : Chief One-Eye Comcomly
- 1941 : White Eagle de James W. Horne (serial) : Chief Running Dear
- 1943 : Frontier Fury de William Berke : Un indien capturé
- 1946 : Le Passage du canyon (Canyon Passage) de Jacques Tourneur : Le porte-parole indien
- 1946 : Le Démon de la chair (The Strange Woman) d'Edgar G. Ulmer : Le guide indien
- 1947 : Oregon Trail Scouts de R. G. Springsteen : Red Skin
- 1947 : Marchands d'illusions (The Hucksters) de Jack Conway : Un Indien
- 1947 : Bowery Buckaroos de William Beaudine : Big Chief Hi-Octane
- 1947 : Les Pionniers de la Louisiane (The Prairie) de Frank Wisbar : Matoreeh
- 1947 : The Senator Was Indiscreet (en) de George S. Kaufman : Un Indien
- 1948 : Visage pâle (The Paleface) de Norman Z. McLeod : Chief Yellow Feather
- 1948 : Le Bourgeois téméraire (The Dude Goes West) de Kurt Neumann : Running Wolf
- 1948 : La Ville abandonnée (Yellow Sky) de William A. Wellman : Colorado
- 1948 : La Rivière rouge (Red River) d'Howard Hawks : Quo
- 1949 : Ma and Pa Kettle de Charles Lamont : Crowbar
- 1949 : El Paso, ville sans loi (El Paso) de Lewis R. Foster : Paiute Pete
- 1949 : Tulsa de Stuart Heisler : Charlie Lightfoot
- 1949 : Une femme dans le Grand Nord (Mrs. Mike) de Louis King : Atenou
- 1949 : Ma bonne amie Irma (My Friend Irma), de George Marshall : L'Indien
- 1949 : The Cowboy and the Indians de John English : Chief Long Arrow
- 1950 : The Traveling Saleswoman (en) de Charles Reisner : Sam
- 1950 : Annie, la reine du cirque (Annie Get Your Gun) de George Sidney : Little Horse
- 1950 : Irma à Hollywood (My Friend Irma Goes West) d'Hal Walker : Le chef Hiawatha
- 1950 : Young Daniel Boone (en) de Reginald Le Borg : Le guide indien
- 1950 : Le Petit Train du Far West (A Ticket to Tomahawk) de Richard Sale : un pawnee
- 1950 : Cherokee Uprising de Lewis D. Collins : Gray Eagle
- 1950 : Winchester '73 d'Anthony Mann : L'Indien au concours de tir
- 1950 : Kill the Umpire de Lloyd Bacon : l'indien
- 1951 : La Revanche de Lassie (The Painted Hills) d'Harold F. Kress : Bald Eagle
- 1951 : Le Dernier Bastion (The Last Outpost) de Lewis R. Foster : Cochise
- 1951 : Le Sentier de l'enfer (Warpath) de Byron Haskin : Le chef indien
- 1952 : L'Étoile du destin (Lone Star) de Vincent Sherman : Mangus Colorado
- 1952 : Le Trappeur des grands lacs (The Pathfinder) de Sidney Salkow : Eagle Feather
- 1952 : La Peur du scalp (The Half-Breed) de Stuart Gilmore : Le chef apache
- 1952 : Les Diables de l'Oklahoma (Thunderbirds) de John H. Auer : Chief Whitedeer
- 1952 : Buffalo Bill in Tomahawk Territory (en) de Bernard B. Ray : White Cloud
- 1954 : La Rivière sanglante (Drums Across the River) de Nathan Juran : Le sorcier
- 1954 : Rose Marie de Mervyn LeRoy : Black Eagle
- 1954 : Gunfighters of the Northwest (en) de Spencer Gordon Bennet et Charles S. Gould (serial) : Chief Running Elk
- 1956 : Un vrai cinglé de cinéma (Hollywood of Bust) de Frank Tashlin : Chief Running Water
- 1956 : The Wild Dakotas de Sigmund Neufeld et Sam Newfield : Chief Arrow
- 1957 : L'Odyssée de Charles Lindbergh (The Spirit of St. Louis) de Billy Wilder : Un Indien
- 1958 : Les Boucaniers (The Buccaneer) d'Anthony Quinn : un Indien choctaw
- 1959 : La police fédérale enquête (The FBI Story) de Mervyn LeRoy : Harry Willowtree
- 1959 : Le Géant du Grand Nord (Yellowstone Kelly) de Gordon Douglas : Le sorcier
- 1960 : La Diablesse en collant rose (Heller in Pink Tights) de George Cukor : Un Indien
- 1966 : Nevada Smith d'Henry Hathaway : Le sorcier

### Séries télévisées
- 1949 : The Lone Ranger

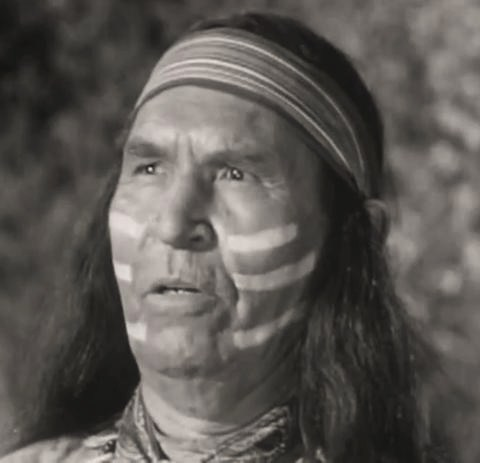
Dans Histoires du siècle dernier, épisode Geronimo

  - Saison 1, épisode 6 War Horse : Chief Lame Bear
- 1954 : Histoires du siècle dernier (Stories of the Century)
  - Saison 1, épisode 4 Geronimo de William Witney : Geronimo
- 1956 : Rintintin (The Adventures of Rin Tin Tin')
  - Saison 2, épisode 37 Lost Treasure : Kipooki
  - Saison 3, épisode 9 Boone's Grandpappy : Takima
- 1964 : Le Virginien (The Virginian)
  - Saison 2, épisode 25 Ropes of Lies d'Herschel Daugherty : L'indien brave